# Василис Папагеоргопулос
Василис Папагеоргопулос (на гръцки: Βασίλης Παπαγεωργόπουλος) е гръцки лекоатлет, политик, кмет на втория по големина град в страната Солун от 1999 до 2010 година от Нова демокрация.

## Биография
Роден е на 27 юни 1947 година в македонския град Солун.